# Georg Spalding

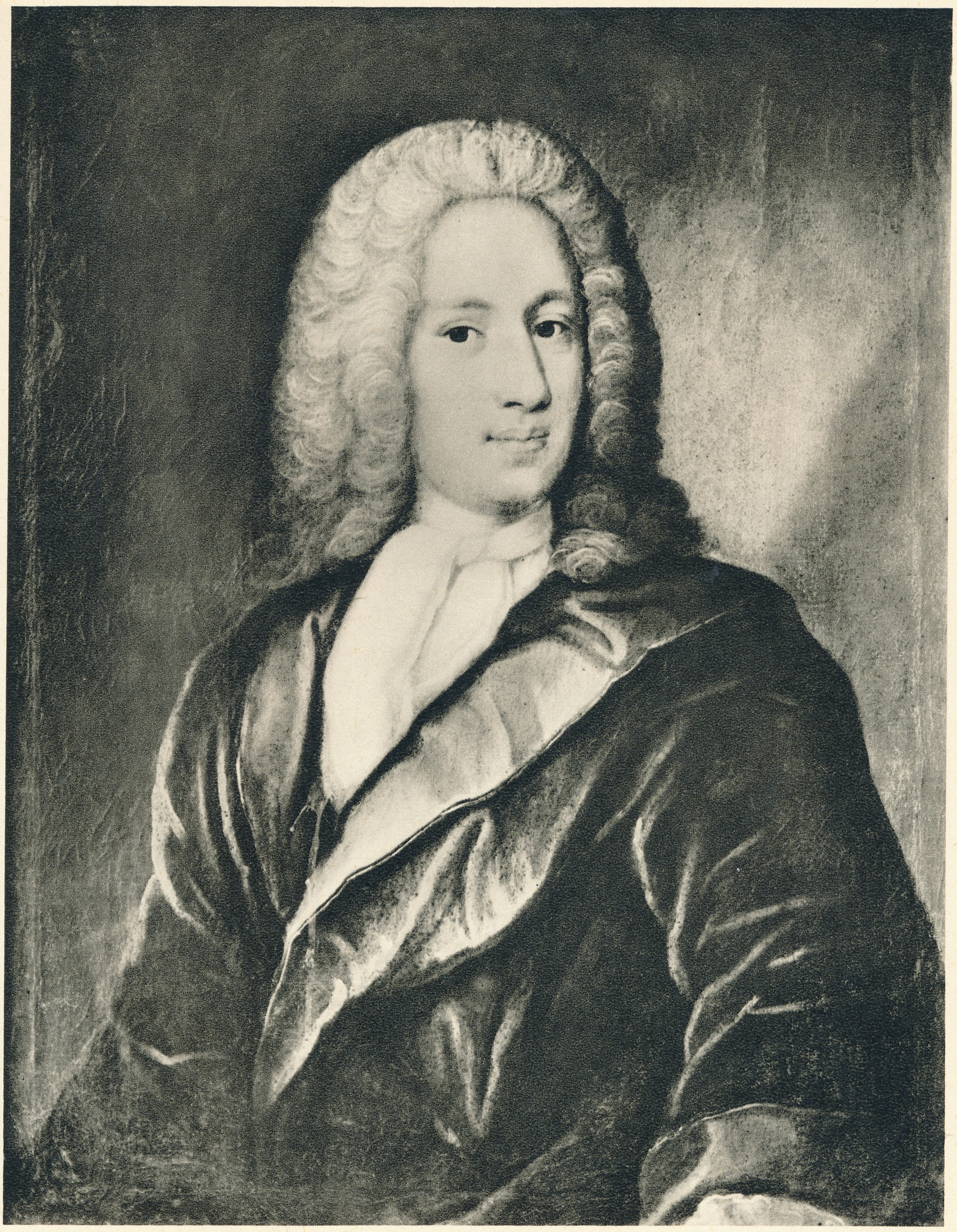
Georg Spalding f. 1671, d. 1721. Okänd konstnär.

Georg Spalding, född 27 april 1671, död 21 mars 1721 i Ringarums socken, var en svensk brukspatron.

## Biografi
Georg Spalding föddes 1671. Han var son till rådmannen Jakob Spalding och Dorothea Dreijer (död 1723) i Norrköping. Spalding arbetade som brukspatron på Gusums mässingsbruk i Ringarums socken. Han avled 1721.

### Familj
Spalding gifte sig 8 maj 1704 med Sofia Christofferssen (1685–1767), dotter till handelsmannen Christoffer Christofferssen och Johanna Schröder. De fick tillsammans sonen Gustaf Spaldencreutz (1709–1778).